# اچ‌ام‌اس لئاندر (۱۸۸۲)
اچ‌ام‌اس لئاندر (۱۸۸۲) (به انگلیسی: HMS Leander (1882)) یک کشتی بود که طول آن ۳۰۰ فوت (۹۱ متر) بود. این کشتی در سال ۱۸۸۲ ساخته شد.